# 蠡县站
蠡县站是位于河北省蠡县蠡吾镇內，建立1998年而起，經過由朔黄铁路，离神池南站約382公里；离沧州站約107公里，从属朔黃铁路公司管辖，客運:仅辦理整理車廂房間及包裏行李托运；货运：仅辦理整車辦理及不含微量危险品發到。